# Hans Estner
Hans Estner (Tegernsee, 7 aprile 1951) è un ex biatleta tedesco occidentale.

## Biografia
In carriera vinse la medaglia di bronzo nella staffetta a Lake Placid 1980.

## Palmarès

### Olimpiadi
- 1 medaglia:
  - 1 bronzo (staffetta a Lake Placid 1980)